# Amphoe Lang Suan
Lang Suan (หลังสวน) est un district (amphoe) situé dans la province de Chumpon, dans le sud de la Thaïlande.
Le district est divisé en 13 tambon et 147 muban. Il comprenait plus de 70 000 habitants en 2007.